# Hvalfell
Hvalfell är ett berg i republiken Island. Det ligger i regionen Västlandet, 40 km nordost om huvudstaden Reykjavík. Toppen på Hvalfell är 846 meter över havet, eller 431 meter över den omgivande terrängen. Bredden vid basen är 3,1 km.
Trakten runt Hvalfell är nära nog obefolkad, med mindre än två invånare per kvadratkilometer. Det finns inga samhällen i närheten. Trakten runt Hvalfell består i huvudsak av gräsmarker.